# 1956-os Eurovíziós Dalfesztivál
Az 1956-os Eurovíziós Dalfesztivál volt az első Eurovíziós Dalfesztivál, melynek Svájc adott otthont. A helyszín a luganói Teatro Kursaal volt.
A verseny ötlete egy évvel korábban, az Európai Műsorsugárzók Uniójának egy monacó-i ülésén vetődött fel, az olasz Sanremói Dalfesztivál mintájára.
Az első versenyt főleg rádión lehetett figyelemmel kísérni. Kamerák is voltak a helyszínen, de a versenyről nem maradt fenn videófelvétel a győztes dal előadásának kivételével.

## A résztvevők
A részt vevő országokat kötelezték arra, hogy nemzeti döntőn válasszák ki az indulókat. (Ezt a szabályt később elvetették.)
Ausztria, Dánia és az Egyesült Királyság bár előzetesen jelezték indulási szándékukat, végül nem vehettek részt, mert lekésték a jelentkezési határidőt. Egy évvel később mindhárom ország csatlakozott.
Így végül hét ország énekesei alkották az első dalverseny mezőnyét. Ezek: Belgium, Franciaország, Hollandia, Luxemburg, Németország, Olaszország, és Svájc.

## A verseny
Az egy óra negyven percen át tartó első verseny több dologban is rendhagyó volt. Ez volt az első és utolsó alkalom, hogy a részt vevő országok két-két dallal versenyeztek. Ezenkívül ez volt az egyetlen dalverseny, ahol a zsűritagok a saját országukra is szavaztak, illetve ahol nem volt nyílt szavazás, hanem csak a győztest hirdették ki. A részletes pontszámok sosem kerültek nyilvánosságra. Érdekesség, hogy máig ez volt az egyetlen alkalom arra is, hogy egy férfi egyedül vezette a műsort.
A szabályok értelmében a dalok legfeljebb három és fél percesek lehettek – ezt a következő évben három percre csökkentették –, és csak szólóénekesek vehettek részt. Duók már a következő évben szerepelhettek, együttesek viszont csak 1971-től.
Az előadókat egy huszonnégy tagú zenekar kísérte, Fernando Paggi karmester vezényletével.
A dalok utáni szünetben a Les Joyeux Rossignols együttes szórakoztatta a közönséget.

## A szavazás
Mindegyik részt vevő ország két zsűritagot küldött Luganóba, kivéve Luxemburg, akik engedélyt adtak rá, hogy a svájci zsűri szavazzon a nevükben. A későbbi években a szabályok már nem adtak lehetőséget erre.
A kéttagú zsűrik 2 pontot adtak a kedvenc daluknak – akár a sajátjuknak is –, és a legtöbb pontot kapott dalt hirdették ki győztesként. A részletes eredményeket nem hozták nyilvánosságra.

## Térkép

Részt vevő országok

## Eredmények
| #  | Ország        | Nyelv   | Előadó                 | Dal                             | Magyar fordítás            |
| -- | ------------- | ------- | ---------------------- | ------------------------------- | -------------------------- |
| 01 | Hollandia     | holland | Jetty Paerl            | De vogels van Holland           | Hollandia madarai          |
| 02 | Svájc         | német   | Lys Assia              | Das alte Karussell              | Az öreg körhinta           |
| 03 | Belgium       | francia | Fud Leclerc            | Messieurs les noyés de la Seine | A Szajnába fulladt férfiak |
| 04 | Németország   | német   | Walter Andreas Schwarz | Im Wartesaal zum großen Glück   | A nagy boldogságra várva   |
| 05 | Franciaország | francia | Mathé Altéry           | Le temps perdu                  | Elveszett idő              |
| 06 | Luxemburg     | francia | Michèle Arnaud         | Ne crois pas                    | Ne hidd                    |
| 07 | Olaszország   | olasz   | Franca Raimondi        | Aprite le finestre              | Nyisd ki az ablakokat      |
| 08 | Hollandia     | holland | Corry Brokken          | Voorgoed voorbij                | Örökre vége                |
| 09 | Svájc         | francia | Lys Assia              | Refrain                         | Refrén                     |
| 10 | Belgium       | francia | Mony Marc              | Le plus beau jour de ma vie     | Életem legszebb napja      |
| 11 | Németország   | német   | Freddy Quinn           | So geht das jede Nacht          | Így megy ez minden éjjel   |
| 12 | Franciaország | francia | Dany Dauberson         | Il est là                       | Ott van ő                  |
| 13 | Luxemburg     | francia | Michèle Arnaud         | Les amants de minuit            | Az éjfél szerelmesei       |
| 14 | Olaszország   | olasz   | Tonina Torrielli       | Amami se vuoi                   | Szeress, ha akarsz         |

## Nemzetközi közvetítések

### Kommentátorok
| Ausztria           | Wolf Mittler                | ORF                    |
| Belgium            | Janine Lambotte (franciául) | INR                    |
| Belgium            | Nand Baert (hollandul)      | NIR TV                 |
| Dánia              | Gunnar Hansen               | Statsradiofonien TV    |
| Egyesült Királyság | Wilfrid Thomas              | BBC Television Service |
| Franciaország      | Michèle Rebel               | RTF                    |
| Hollandia          | Piet te Nuyl                | NTS                    |
| Luxemburg          | Jacques Navadic             | Télé-Luxembourg        |
| Németország        | Wolf Mittler                | ARD                    |
| Olaszország        | Franco Marazzi              | Programma Nazionale    |
| Svájc              | Georges Hardy               | TSR                    |